# ليو هي
ليو هي (بالصينية: 刘鹤) هو اقتصادي وسياسي صيني، ولد في 25 يناير 1952 في بكين في الصين. حزبياً، نشط في الحزب الشيوعي الصيني (ديسمبر 1976 – ). وقد انتخب نائب رئيس مجلس الدولة في جمهورية الصين الشعبية (19 مارس 2018 – ) وانتخب عضو المكتب السياسي للحزب الشيوعي الصيني (25 أكتوبر 2017 – ).